# Andrychowicz
Andrychowicz (Andrychiewicz, Andrychewicz) – polski herb szlachecki, z nobilitacji.

## Blazonowanie
W polu błękitnym dwa bułaty o głowniach srebrnych i rękojeściach złotych na opak w krzyż skośny. Na nich róża złota, z listkami zielonymi. Klejnot: Pół lwa wspiętego, koronowanego, trzymającego bułat jak w godle. Labry: Błękitne, podbite srebrem.

## Najwcześniejsze wzmianki
Nadany Janowi i Kazimierzowi Andrychowiczom na sejmie w roku 1775.

## Herbowni
Andrychowicz – Andrychiewicz – Andrychewicz – Wendrychowicz – Hendrychowicz – Jedrzejowicz